# Paraflabellina ischitana
Paraflabellina ischitana is een slakkensoort uit de familie van de waaierslakken (Flabellinidae). De wetenschappelijke naam van de soort werd voor het eerst geldig gepubliceerd in 1990 door Hirano en Thompson als Flabellina ischitana.

## Beschrijving
Deze soort kan ongeveer 4 cm lang worden en is meestal paars-violet van kleur. Het heeft ondoorzichtige witgetipte cerata, ringvormige rinoforen en orale tentakels. Door de enigszins transparante huid van de cerata zijn de roodoranje uitlopers van de spijsverteringsklieren zichtbaar.

## Verspreiding en leefgebied
De soort Flabellina ischitana wordt gevonden in de mediterrane wateren rond Spanje op locaties als de Costa Brava, en in de Tyrreense Zee, vooral rond Ischia (vandaar de Latijnse naam van de soort). P. ischitana komt met name voor in ondiep water, maar kan ook een diepte van 35 meter bereiken.